# ジャン＝リュック・ブルネル
ジャン=リュック・ブルネル（Jean-Luc Brunel、1946年 - 2022年2月19日）は、フランスのモデルスカウト。国際的なモデリングエージェンシーであるカリンモデルを率いて著名になり、ジェフリー・エプスタインの資金提供を受けてMC2モデルマネジメントを設立した。1988年の60ミニッツの調査対象であるブルネルは、30年にわたる性的暴行の告発に直面した。 
ブルネルは、2000年代初頭から2015年まで共に働いていたエプスタインとの関係について調査された。ブルネルは、若い女性のグルーミングと、エプスタインが運営する性的人身売買組織に加わったとして非難された。 2019年、フランス国家警察は、エプスタインの死後、ブルネルが身を隠すようになった後に、ブルネルの捜査を開始した。彼は2020年12月16日に逮捕され、フランスの検察官によって未成年者のレイプ容疑で訴追された。 しかし、彼は裁判が進む前に明示的に自殺した。 

## 若年期と家族
ジャン=リュック・ブルネルは1946年にパリで生まれた。 彼の父親は不動産業の幹部だった。